# Bežeckij rajon
Il Bežeckij rajon (in russo Бежецкий район?) è un rajon dell'Oblast' di Tver', nella Russia europea; il capoluogo è Bežeck. Ricopre una superficie di 2810 chilometri quadrati ed ospitava nel 2010 una popolazione circa 36.000 abitanti.